# Mercedes-Benz L 911
Der Mercedes-Benz L 911 ist ein mittelschwerer zweiachsiger Lastkraftwagen der Marke Mercedes-Benz, der im Mercedes-Benz-Werk Mannheim gebaut wurde. Er wurde ab 1961 produziert und löste den L 312 ab. Bis zum Jahr 1963 wurde das Fahrzeug als L 328 verkauft. Den Kurzhauber L 911 gibt es als Pritschen- und Kipper-Lkw, als Fahrgestell für Sonderaufbauten und als Sattelzugmaschine, mit oder ohne Allradantrieb. Er wurde darüber hinaus auch als Frontlenker gebaut.

## Überblick
Der L 911 gehört zum Typenprogramm der Kurzhauber von Mercedes-Benz, das mit dem L 1113 im Jahr 1959 neu aufgelegt worden war. Die Kurzhauber sind gegenüber dem L 312 komplett neu entwickelt, die Vorkammermotoren der Baureihe OM 312 des L 312 mit 4580 cm³ Hubraum und 100 PS (74 kW) wurden im L 911 aber noch bis mindestens Mai 1962 weiterverwendet. Ab spätestens November 1962 wurden Motoren der Baureihe OM 321 eingebaut, die mit 5103 cm³ Hubraum 110 PS (81 kW) leisten. Ab 1964 wurden die Vorkammermotoren endgültig durch die Direkteinspritzer der Baureihe OM 352 mit 5675 cm³ Hubraum ersetzt, die auf 110 PS (81 kW) gedrosselt wurden. Sie zeichnen sich gegenüber den Vorkammermotoren durch höheres Drehmoment aus und sollen weniger Kraftstoff verbrauchen. Für das Bundesamt für Bevölkerungsschutz und Katastrophenhilfe wurde auch ein Prototyp mit einem nicht gedrosselten OM 352 gebaut, der 130 PS (96 kW) leistet. Ab 1967 wurden die Fahrzeuge einem größeren Facelift unterzogen, bei dem die Frontscheibe der Kurzhauber erhöht wurde. Die Frontlenker erhielten ein völlig neues Aussehen.

### Modelle
Den L 911 gibt es in verschiedenen Varianten:
- L 911: Basismodell, Pritsche oder Fahrgestell, Hinterradantrieb
- LK 911: Kipper mit Hinterradantrieb
- LA 911: Pritsche oder Fahrgestell mit Allradantrieb
- LAK 911: Kipper mit Allradantrieb
- LS 911: Zugmaschine mit Hinterradantrieb
- LAS 911: Zugmaschine mit Allradantrieb
- LP 911: Frontlenker mit Pritsche oder als Fahrgestell
- LPS 911: Frontlenkerzugmaschine
- LAF 911: Fahrzeug für Sonderaufbauten mit Allradantrieb

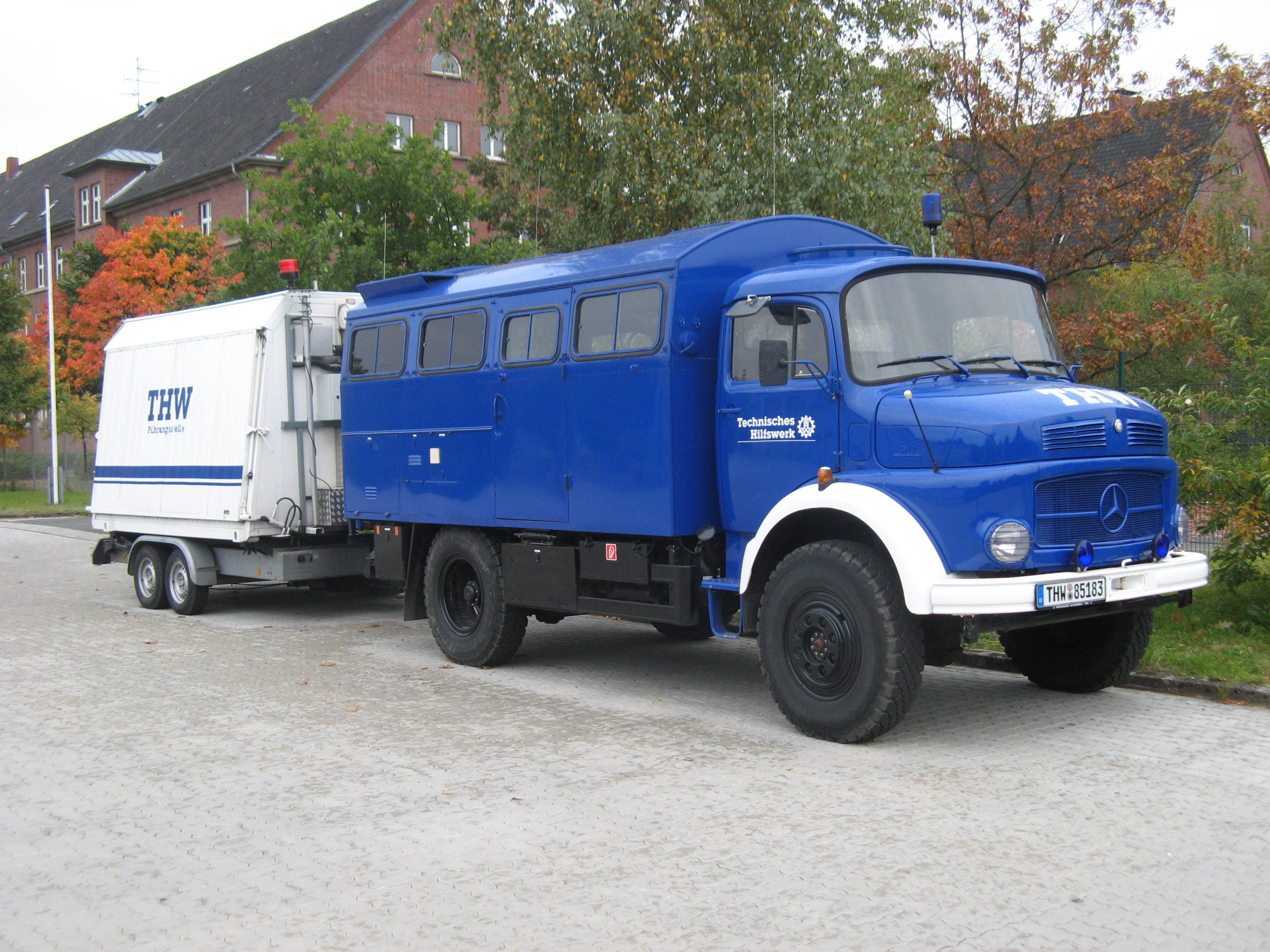
LAF 911 (1984)
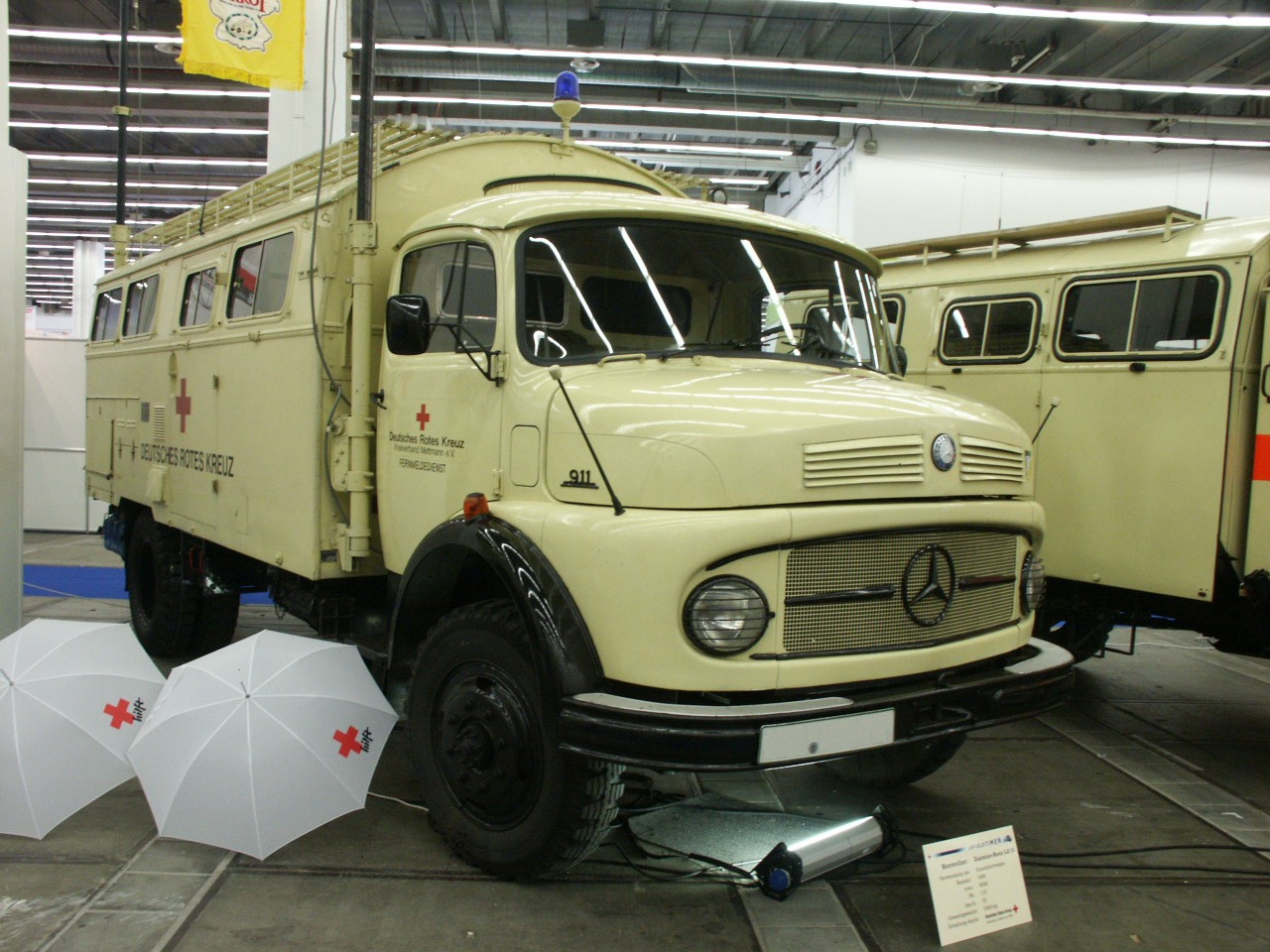
LA 911 (1966)
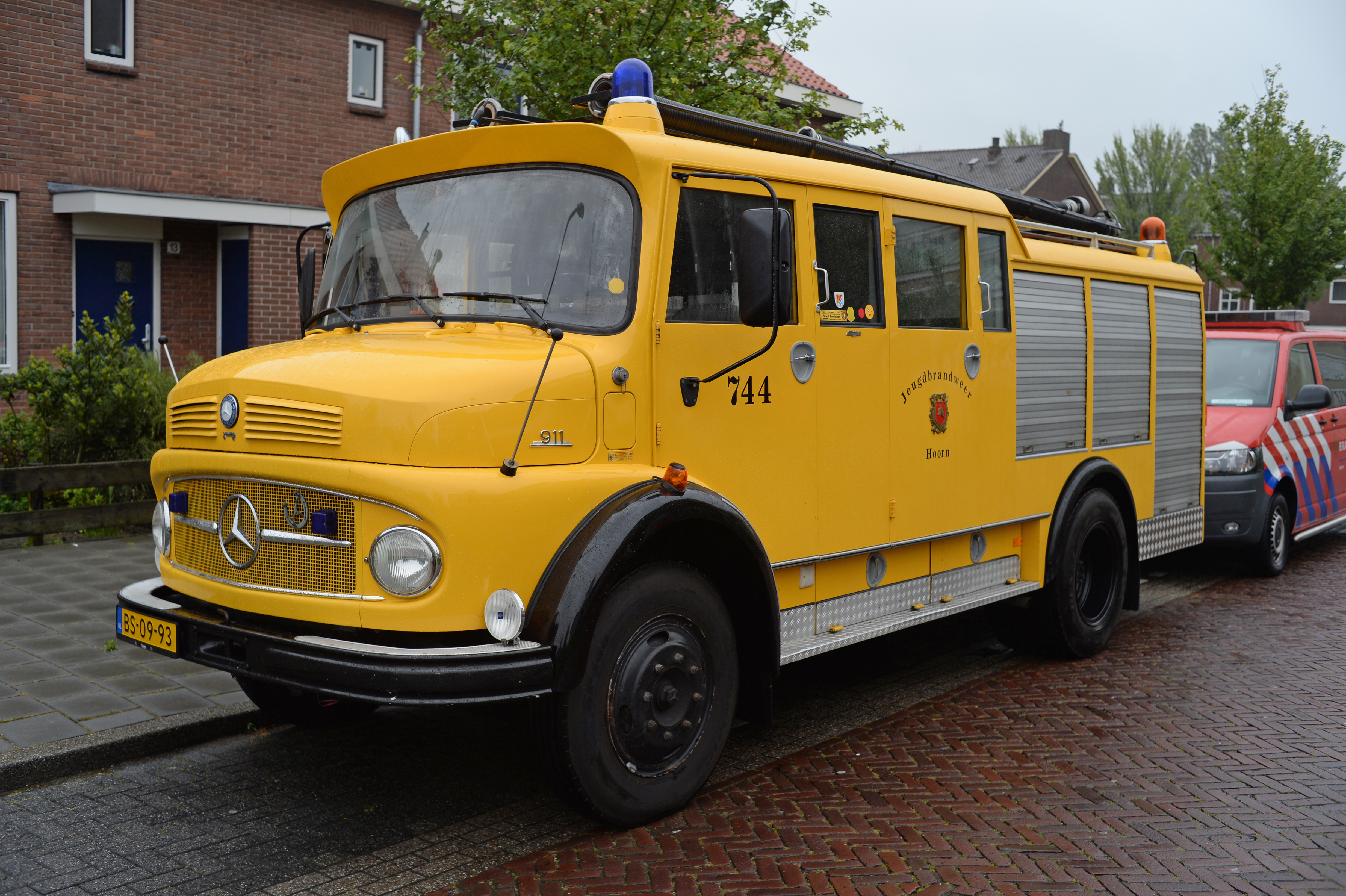
L 911 (1971)
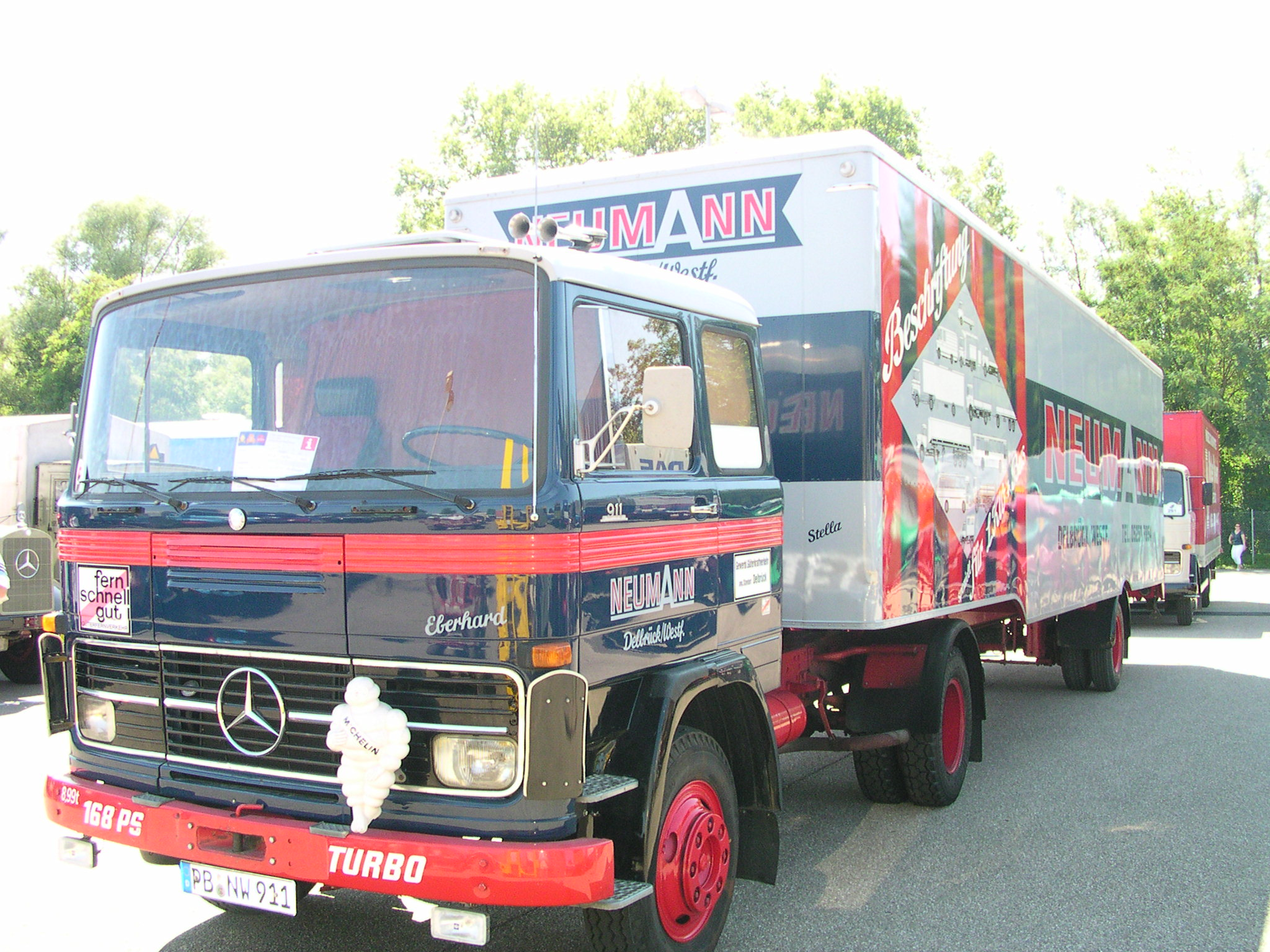
LPS 911 (1967)
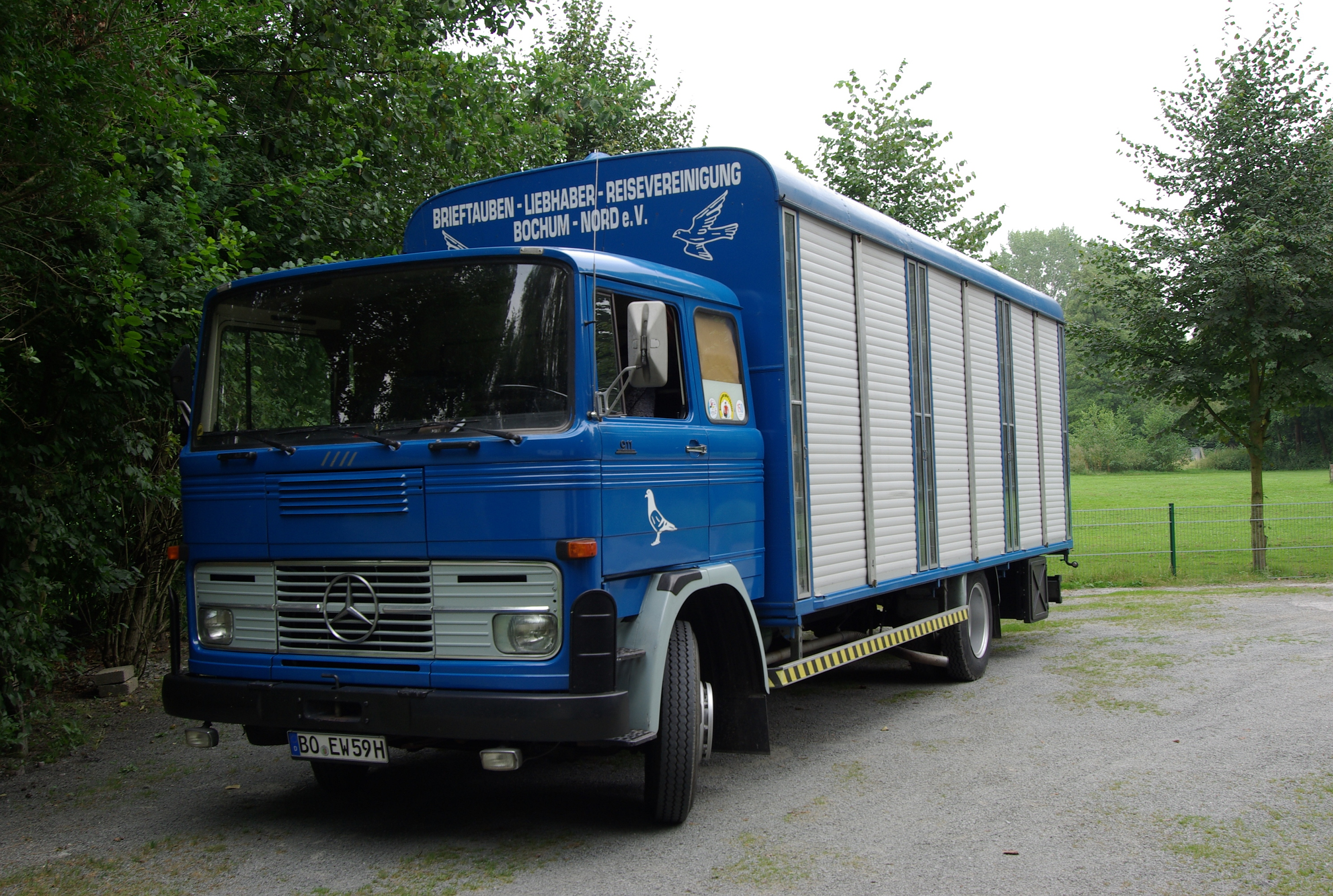
LP 911 (1967)
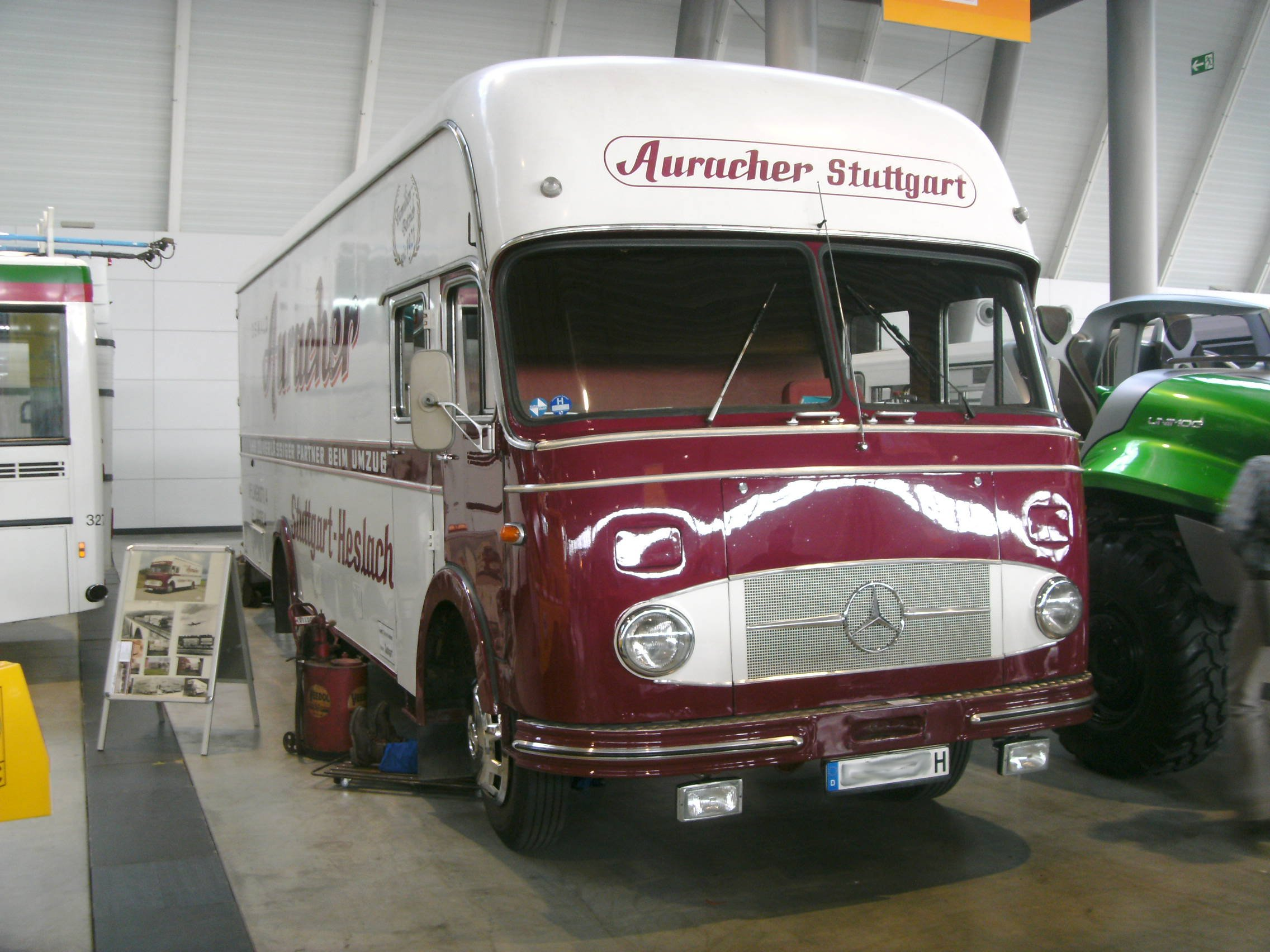
LP 911 (1965)

## Technik

### Fahrwerk und Kraftübertragung

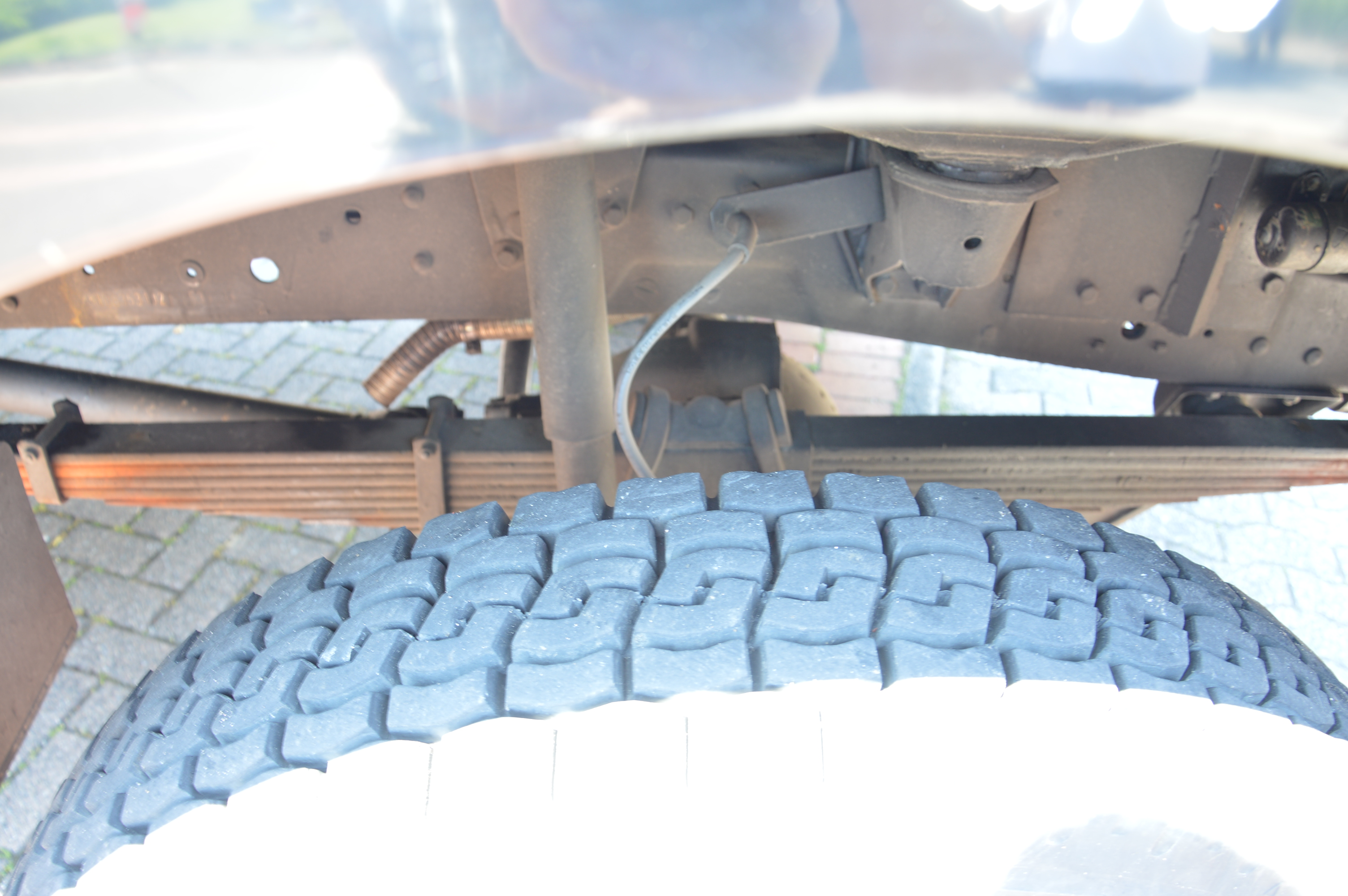
Blattfeder der Vorderachse eines LAF 911, ebenfalls gut sichtbarer Teleskopstoßdämpfer

Alle Modelle des L 911 sind zweiachsige Lastkraftwagen mit Leiterrahmen und Starrachse vorne und hinten. Die Achsen sind an halbelliptischen Blattfedern aufgehängt, die Hinterachse hat darüber hinaus noch Zusatzfedern. Die Vorderachse ist mit Teleskopstoßdämpfern gedämpft. Die vier Räder sind Stahlscheibenräder, die Hinterachse ist doppelt bereift, die Vorderachse einfach. Serienmäßig sind die Reifen der Größe 8,25–20 auf geteilte Schrägschulterfelgen der Größe 6,5–20 aufgezogen. Zulieferer für die Bremsanlage waren außer Daimler-Benz selbst Bosch und Teves. Die Bremsanlage ist eine hydraulisch betätigte Zweikreisbremsanlage mit Einkammerdruckluftbremshilfe; die Bremskraft wirkt auf Bremstrommeln mit einem Durchmesser von 400 mm an den Vorderrädern und 408 mm an den Hinterrädern, davon ausgenommen sind Frontlenker ab 1967, deren Bremstrommeldurchmesser 418 mm beträgt. Die Handbremse ist eine Federspeicherbremse und wirkt auf die Hinterräder. Hersteller der Lenkung ist Daimler-Benz, es ist eine Kugelumlauflenkung mit ungeteilter Spurstange. Alle Fahrzeuge waren sowohl als Links- wie auch als Rechtslenker lieferbar.
Die Kraft wird vom Motor über eine Einscheibentrockenkupplung des Typs Fichtel & Sachs H 32 auf das Getriebe übertragen. Das Getriebe ist ein vollsynchronisiertes Fünfganggetriebe von Daimler-Benz, das mit dem Motor verblockt ist. Geschaltet wird es mit einem Schalthebel neben dem Fahrersitz, der unmittelbar auf das Getriebe wirkt. Vom Getriebe wird die Antriebskraft über eine Gelenkwelle auf ein Hypoid-Kegelrad-Achsgetriebe an der Hinterachse übertragen.

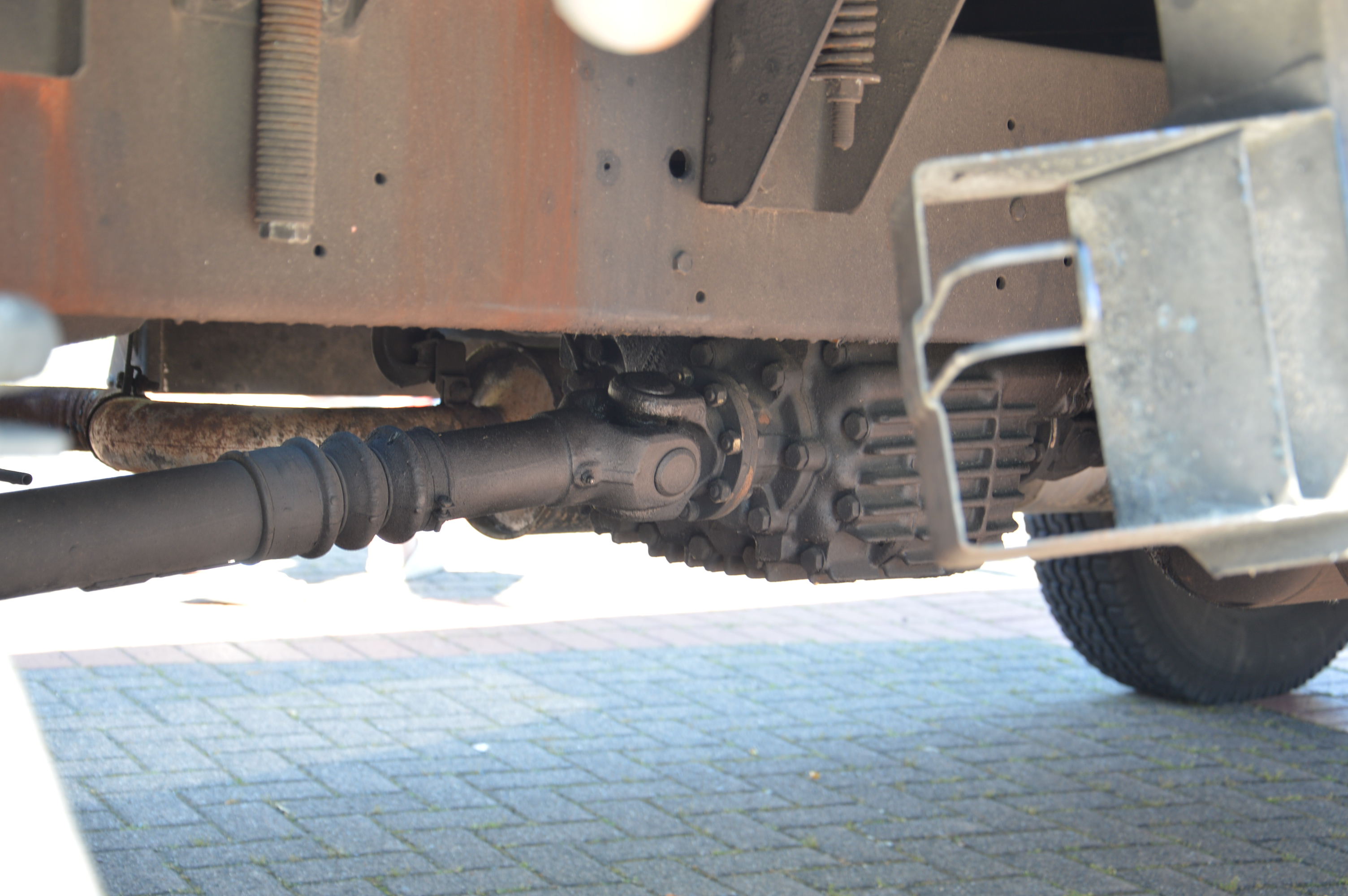
Verteilergetriebe eines LAF 911

Allradgetriebene Modelle haben als Kraftübertragungselement drei Gelenkwellen. Zusätzlich haben sie ein Verteilergetriebe mit Straßen- und Geländeübersetzung. Die Übersetzung vom Getriebe auf die Vorderachse ist mit 6,833:1 höher als die zur Hinterachse mit 6,857:1. Der Antrieb der Vorderräder muss manuell zugeschaltet werden. Die Differenzialgetriebe sind sperrbar.

### Motor
Der Motor ist in den ersten Fahrzeugen der Mercedes-Benz OM 312, ein stehender Reihen-Sechszylinder-Viertakt-Dieselmotor mit zwei Ventilen, Vorkammereinspritzung und Wasserkühlung. Der Zylinderblock aus molybdänlegiertem Gusseisen und das geteilte Kurbelgehäuse sind aus einem Guss. Bei einer Zylinderbohrung von 90 mm und einem Kolbenhub von 120 mm hat der Motor einen Gesamthubraum von 4580 cm³. Die Kolben sind geschmiedete Kolben aus Leichtmetall von Mahle mit jeweils vier Kompressionsringen und zwei Ölabstreifringen. Die Kraft wird über schräggeteilte Pleuel aus Vergütungsstahl auf eine geschmiedete und an den Lagerstellen flammgehärtete, siebenfach gelagerte Kurbelwelle übertragen. Pleuel und Kurbelwelle haben Bleibronze-Gleitlager mit Stahlstützschalen. Die Kurbelwelle ist mit sechs Gegengewichten und einem Schwingungsdämpfer versehen.
Im Kurbelgehäuse läuft eine vierfach in Gleitlagern gelagerte Nockenwelle, die über schrägverzahnte Stirnräder angetrieben wird. Sie betätigt über Stoßstangen und Kipphebel die hängenden Ventile. Jeder Zylinder hat ein Ein- und ein Auslassventil. Der alle Zylinder abdeckende Zylinderkopf hat eine asbesthaltige Dichtung.
Die Druckumlaufschmierung arbeitet mit Zahnradölpumpe im Ölsumpf und einem Spaltfilter im Hauptstrom. Die Kraftstoffpumpe fördert den Kraftstoff aus dem Tank durch einen Filzrohrfilter zur Einspritzpumpe des Typs Bosch PES 6 A70 B 410 RS 64/7, die ihn über Einspritzdüsen des Typs Bosch DNO SD 211 in die Vorkammern einspritzt. Die Einspritzpumpe hat einen Fliehkraftregler. Die Luft wird vor dem Kühler angesaugt und mit einem Ölbadluftfilter gereinigt. Gekühlt wird der Motor mit einem Röhrenkühler, dessen warme Abluft ein Lüfter fortbläst.
Die ab 1962 eingesetzten Motoren des Typs OM 321 basieren auf dem OM 312 und haben einen vergrößerten Hubraum. Die Motoren der Baureihe OM 352 sind hingegen Direkteinspritzer.

## Technische Daten

### 1961–1962
| Kenngrößen                                    | L 328 | L 328 | L 328 | LK 328 | LP 328 | LP 328 | LP 328 | LP 328 | LA 328 | LA 328 | LAK 328 | LAS 328 | LAS 328 | LS 328 | LS 328 | LPS 328 | LPS 328 |
| Abmessungen und Gewichte                      | Abmessungen und Gewichte                                                                                       | Abmessungen und Gewichte                                                                                       | Abmessungen und Gewichte                                                                                       | Abmessungen und Gewichte                                                                                       | Abmessungen und Gewichte                                                                                       | Abmessungen und Gewichte                                                                                       | Abmessungen und Gewichte                                                                                       | Abmessungen und Gewichte                                                                                       | Abmessungen und Gewichte                                                                                       | Abmessungen und Gewichte                                                                                       | Abmessungen und Gewichte                                                                                       | Abmessungen und Gewichte                                                                                       | Abmessungen und Gewichte                                                                                       | Abmessungen und Gewichte                                                                                       | Abmessungen und Gewichte                                                                                       | Abmessungen und Gewichte                                                                                       | Abmessungen und Gewichte                                                                                       |
| --------------------------------------------- | --- | --- | --- | --- | --- | --- | --- | --- | --- | --- | --- | --- | --- | --- | --- | --- | --- |
| Radstand (mm)                                 | 3600 | 4200 | 4830 | 3600 | 3200 | 3600 | 4200 | 4830 | 3600 | 4200 | 3600 | 3200 | 3600 | 3200 | 3600 | 3200 | 3600 |
| Länge (mm)                                    | 6175 | 6875 | 7875 | 6045 | 6330 | 7330 | 7725 | 8825 | 5845 | 6515 | 6045 | 5445 | 5845 | 5445 | 5845 | 5655 | 6035 |
| Breite (mm)                                   | 2340 | 2340 | 2340 | 2340 | 2500 | 2500 | 2500 | 2500 | 2340 | 2340 | 2340 | 2340 | 2340 | 2340 | 2340 | 2500 | 2500 |
| Höhe (mm)                                     | 2370 | 2370 | 2370 | 2370 | 2470 | 2470 | 2470 | 2470 | 2510 | 2510 | 2510 | 2510 | 2510 | 2370 | 2370 | 2470 | 2470 |
| Spurweite vorne (mm)                          | 1905 | 1905 | 1905 | 1905 | 1905 | 1905 | 1905 | 1905 | 1820 | 1820 | 1820 | 1890 | 1890 | 1905 | 1905 | 1905 | 1905 |
| Spurweite hinten (mm)                         | 1725 | 1725 | 1725 | 1725 | 1725 | 1725 | 1725 | 1725 | 1725 | 1725 | 1725 | 1725 | 1725 | 1725 | 1725 | 1725 | 1725 |
| Bodenfreiheit (mm)                            | 255 | 255 | 255 | 255 | 255 | 255 | 255 | 255 | 255 | 255 | 255 | 255 | 255 | 255 | 255 | 255 | 255 |
| Wendekreisdurchmesser (m)                     | 13,6 | 15,2 | 16,9 | 13,6 | 12,8 | 13,9 | 15,5 | 17,2 | 15,9 | 17,9 | 15,9 | 14,6 | 15,9 | 12,6 | 13,6 | 12,8 | 13,9 |
| Leergewicht (kg)                              | 3500 | 3570 | 3800 | 4000 | 3585 | 3700 | - | - | - | - | 4360 | 3415 | 3450 | 3075 | 3095 | 3155 | 3160 |
| Nutzlast (kg)                                 | 5500 | 5430 | 5200 | 5000 | 5415 | 5300 | - | - | - | - | 4640 | 5585 | 5550 | 5925 | 5905 | 5865 | 5840 |
| Maximal zulässige Gesamtmasse (kg)            | 9000 | 9000 | 9000 | 9000 | 9000 | 9000 | 9000 | 9000 | 9000 | 9000 | 9000 | 9000 | 9000 | 9000 | 9000 | 9000 | 9000 |
| Antriebsstrang                                | | | | | | | | | | | | | | | | | |
| Kupplung                                      | Einscheibentrockenkupplung Fichtel & Sachs H 32                                                                | Einscheibentrockenkupplung Fichtel & Sachs H 32                                                                | Einscheibentrockenkupplung Fichtel & Sachs H 32                                                                | Einscheibentrockenkupplung Fichtel & Sachs H 32                                                                | Einscheibentrockenkupplung Fichtel & Sachs H 32                                                                | Einscheibentrockenkupplung Fichtel & Sachs H 32                                                                | Einscheibentrockenkupplung Fichtel & Sachs H 32                                                                | Einscheibentrockenkupplung Fichtel & Sachs H 32                                                                | Einscheibentrockenkupplung Fichtel & Sachs H 32                                                                | Einscheibentrockenkupplung Fichtel & Sachs H 32                                                                | Einscheibentrockenkupplung Fichtel & Sachs H 32                                                                | Einscheibentrockenkupplung Fichtel & Sachs H 32                                                                | Einscheibentrockenkupplung Fichtel & Sachs H 32                                                                | Einscheibentrockenkupplung Fichtel & Sachs H 32                                                                | Einscheibentrockenkupplung Fichtel & Sachs H 32                                                                | Einscheibentrockenkupplung Fichtel & Sachs H 32                                                                | Einscheibentrockenkupplung Fichtel & Sachs H 32                                                                |
| Getriebe                                      | Manuell zu schaltendes Fünfganggetriebe von Daimler-Benz, vollsynchronisiert                                   | Manuell zu schaltendes Fünfganggetriebe von Daimler-Benz, vollsynchronisiert                                   | Manuell zu schaltendes Fünfganggetriebe von Daimler-Benz, vollsynchronisiert                                   | Manuell zu schaltendes Fünfganggetriebe von Daimler-Benz, vollsynchronisiert                                   | Manuell zu schaltendes Fünfganggetriebe von Daimler-Benz, vollsynchronisiert                                   | Manuell zu schaltendes Fünfganggetriebe von Daimler-Benz, vollsynchronisiert                                   | Manuell zu schaltendes Fünfganggetriebe von Daimler-Benz, vollsynchronisiert                                   | Manuell zu schaltendes Fünfganggetriebe von Daimler-Benz, vollsynchronisiert                                   | Manuell zu schaltendes Fünfganggetriebe von Daimler-Benz, vollsynchronisiert                                   | Manuell zu schaltendes Fünfganggetriebe von Daimler-Benz, vollsynchronisiert                                   | Manuell zu schaltendes Fünfganggetriebe von Daimler-Benz, vollsynchronisiert                                   | Manuell zu schaltendes Fünfganggetriebe von Daimler-Benz, vollsynchronisiert                                   | Manuell zu schaltendes Fünfganggetriebe von Daimler-Benz, vollsynchronisiert                                   | Manuell zu schaltendes Fünfganggetriebe von Daimler-Benz, vollsynchronisiert                                   | Manuell zu schaltendes Fünfganggetriebe von Daimler-Benz, vollsynchronisiert                                   | Manuell zu schaltendes Fünfganggetriebe von Daimler-Benz, vollsynchronisiert                                   | Manuell zu schaltendes Fünfganggetriebe von Daimler-Benz, vollsynchronisiert                                   |
| Antrieb auf                                   | Hinterräder | Hinterräder | Hinterräder | Hinterräder | Hinterräder | Hinterräder | Hinterräder | Hinterräder | Alle Räder | Alle Räder | Alle Räder | Alle Räder | Alle Räder | Hinterräder | Hinterräder | Hinterräder | Hinterräder |
| Getriebeübersetzungen                         | 1. Gang: 8,98 2. Gang: 4,785 3. Gang: 2,736 4. Gang: 1,663 5. Gang: 1,00 R. Gang: 8,29                         | 1. Gang: 8,98 2. Gang: 4,785 3. Gang: 2,736 4. Gang: 1,663 5. Gang: 1,00 R. Gang: 8,29                         | 1. Gang: 8,98 2. Gang: 4,785 3. Gang: 2,736 4. Gang: 1,663 5. Gang: 1,00 R. Gang: 8,29                         | 1. Gang: 8,98 2. Gang: 4,785 3. Gang: 2,736 4. Gang: 1,663 5. Gang: 1,00 R. Gang: 8,29                         | 1. Gang: 8,98 2. Gang: 4,785 3. Gang: 2,736 4. Gang: 1,663 5. Gang: 1,00 R. Gang: 8,29                         | 1. Gang: 8,98 2. Gang: 4,785 3. Gang: 2,736 4. Gang: 1,663 5. Gang: 1,00 R. Gang: 8,29                         | 1. Gang: 8,98 2. Gang: 4,785 3. Gang: 2,736 4. Gang: 1,663 5. Gang: 1,00 R. Gang: 8,29                         | 1. Gang: 8,98 2. Gang: 4,785 3. Gang: 2,736 4. Gang: 1,663 5. Gang: 1,00 R. Gang: 8,29                         | 1. Gang: 8,98 2. Gang: 4,785 3. Gang: 2,736 4. Gang: 1,663 5. Gang: 1,00 R. Gang: 8,29                         | 1. Gang: 8,98 2. Gang: 4,785 3. Gang: 2,736 4. Gang: 1,663 5. Gang: 1,00 R. Gang: 8,29                         | 1. Gang: 8,98 2. Gang: 4,785 3. Gang: 2,736 4. Gang: 1,663 5. Gang: 1,00 R. Gang: 8,29                         | 1. Gang: 8,98 2. Gang: 4,785 3. Gang: 2,736 4. Gang: 1,663 5. Gang: 1,00 R. Gang: 8,29                         | 1. Gang: 8,98 2. Gang: 4,785 3. Gang: 2,736 4. Gang: 1,663 5. Gang: 1,00 R. Gang: 8,29                         | 1. Gang: 8,98 2. Gang: 4,785 3. Gang: 2,736 4. Gang: 1,663 5. Gang: 1,00 R. Gang: 8,29                         | 1. Gang: 8,98 2. Gang: 4,785 3. Gang: 2,736 4. Gang: 1,663 5. Gang: 1,00 R. Gang: 8,29                         | 1. Gang: 8,98 2. Gang: 4,785 3. Gang: 2,736 4. Gang: 1,663 5. Gang: 1,00 R. Gang: 8,29                         | 1. Gang: 8,98 2. Gang: 4,785 3. Gang: 2,736 4. Gang: 1,663 5. Gang: 1,00 R. Gang: 8,29                         |
| Übersetzung vom Getriebe zur Hinterachse      | 6,857 | 6,857 | 6,857 | 6,857 | 6,857 | 6,857 | 6,857 | 6,857 | 6,857 | 6,857 | 6,857 | 6,857 | 6,857 | 6,857 | 6,857 | 6,857 | 6,857 |
| Übersetzung vom Getriebe zur Vorderachse      | – | – | – | – | – | – | – | – | 6,833 | 6,833 | 6,833 | 6,833 | 6,833 | – | – | – | – |
| Höchstgeschwindigkeit (km/h)                  | 75,5 | 75,5 | 75,5 | 75,5 | 75,5 | 75,5 | 75,5 | 75,5 | 73 | 73 | 73 | 73 | 73 | 75,5 | 75,5 | 75,5 | 75,5 |
| Wirksame Gesamtbremsfläche (cm2)              | 2200 | 2200 | 2200 | 2200 | 2200 | 2200 | 2200 | 2200 | 2200 | 2200 | 2200 | 2200 | 2200 | 2200 | 2200 | 2200 | 2200 |
| Motor                                         | | | | | | | | | | | | | | | | | |
| Motortyp                                      | Mercedes-Benz OM 312                                                                                           | Mercedes-Benz OM 312                                                                                           | Mercedes-Benz OM 312                                                                                           | Mercedes-Benz OM 312                                                                                           | Mercedes-Benz OM 312                                                                                           | Mercedes-Benz OM 312                                                                                           | Mercedes-Benz OM 312                                                                                           | Mercedes-Benz OM 312                                                                                           | Mercedes-Benz OM 312                                                                                           | Mercedes-Benz OM 312                                                                                           | Mercedes-Benz OM 312                                                                                           | Mercedes-Benz OM 312                                                                                           | Mercedes-Benz OM 312                                                                                           | Mercedes-Benz OM 312                                                                                           | Mercedes-Benz OM 312                                                                                           | Mercedes-Benz OM 312                                                                                           | Mercedes-Benz OM 312                                                                                           |
| Motoraufbau                                   | Sechszylinder-Reihen-Viertakt-Dieselmotor                                                                      | Sechszylinder-Reihen-Viertakt-Dieselmotor                                                                      | Sechszylinder-Reihen-Viertakt-Dieselmotor                                                                      | Sechszylinder-Reihen-Viertakt-Dieselmotor                                                                      | Sechszylinder-Reihen-Viertakt-Dieselmotor                                                                      | Sechszylinder-Reihen-Viertakt-Dieselmotor                                                                      | Sechszylinder-Reihen-Viertakt-Dieselmotor                                                                      | Sechszylinder-Reihen-Viertakt-Dieselmotor                                                                      | Sechszylinder-Reihen-Viertakt-Dieselmotor                                                                      | Sechszylinder-Reihen-Viertakt-Dieselmotor                                                                      | Sechszylinder-Reihen-Viertakt-Dieselmotor                                                                      | Sechszylinder-Reihen-Viertakt-Dieselmotor                                                                      | Sechszylinder-Reihen-Viertakt-Dieselmotor                                                                      | Sechszylinder-Reihen-Viertakt-Dieselmotor                                                                      | Sechszylinder-Reihen-Viertakt-Dieselmotor                                                                      | Sechszylinder-Reihen-Viertakt-Dieselmotor                                                                      | Sechszylinder-Reihen-Viertakt-Dieselmotor                                                                      |
| Gemischbildung                                | Vorkammereinspritzung                                                                                          | Vorkammereinspritzung                                                                                          | Vorkammereinspritzung                                                                                          | Vorkammereinspritzung                                                                                          | Vorkammereinspritzung                                                                                          | Vorkammereinspritzung                                                                                          | Vorkammereinspritzung                                                                                          | Vorkammereinspritzung                                                                                          | Vorkammereinspritzung                                                                                          | Vorkammereinspritzung                                                                                          | Vorkammereinspritzung                                                                                          | Vorkammereinspritzung                                                                                          | Vorkammereinspritzung                                                                                          | Vorkammereinspritzung                                                                                          | Vorkammereinspritzung                                                                                          | Vorkammereinspritzung                                                                                          | Vorkammereinspritzung                                                                                          |
| Ventilsteuerung                               | hängende Ventile, zwei Ventile                                                                                 | hängende Ventile, zwei Ventile                                                                                 | hängende Ventile, zwei Ventile                                                                                 | hängende Ventile, zwei Ventile                                                                                 | hängende Ventile, zwei Ventile                                                                                 | hängende Ventile, zwei Ventile                                                                                 | hängende Ventile, zwei Ventile                                                                                 | hängende Ventile, zwei Ventile                                                                                 | hängende Ventile, zwei Ventile                                                                                 | hängende Ventile, zwei Ventile                                                                                 | hängende Ventile, zwei Ventile                                                                                 | hängende Ventile, zwei Ventile                                                                                 | hängende Ventile, zwei Ventile                                                                                 | hängende Ventile, zwei Ventile                                                                                 | hängende Ventile, zwei Ventile                                                                                 | hängende Ventile, zwei Ventile                                                                                 | hängende Ventile, zwei Ventile                                                                                 |
| Kühlung                                       | Wasserkühlung                                                                                                  | Wasserkühlung                                                                                                  | Wasserkühlung                                                                                                  | Wasserkühlung                                                                                                  | Wasserkühlung                                                                                                  | Wasserkühlung                                                                                                  | Wasserkühlung                                                                                                  | Wasserkühlung                                                                                                  | Wasserkühlung                                                                                                  | Wasserkühlung                                                                                                  | Wasserkühlung                                                                                                  | Wasserkühlung                                                                                                  | Wasserkühlung                                                                                                  | Wasserkühlung                                                                                                  | Wasserkühlung                                                                                                  | Wasserkühlung                                                                                                  | Wasserkühlung                                                                                                  |
| Bohrung × Hub                                 | 90 × 120 mm | 90 × 120 mm | 90 × 120 mm | 90 × 120 mm | 90 × 120 mm | 90 × 120 mm | 90 × 120 mm | 90 × 120 mm | 90 × 120 mm | 90 × 120 mm | 90 × 120 mm | 90 × 120 mm | 90 × 120 mm | 90 × 120 mm | 90 × 120 mm | 90 × 120 mm | 90 × 120 mm |
| Hubraum                                       | 4580 cm³ | 4580 cm³ | 4580 cm³ | 4580 cm³ | 4580 cm³ | 4580 cm³ | 4580 cm³ | 4580 cm³ | 4580 cm³ | 4580 cm³ | 4580 cm³ | 4580 cm³ | 4580 cm³ | 4580 cm³ | 4580 cm³ | 4580 cm³ | 4580 cm³ |
| Nennleistung nach DIN 70020                   | 100 DIN-PS (74 kW) bei 3000 min−1                                                                              | 100 DIN-PS (74 kW) bei 3000 min−1                                                                              | 100 DIN-PS (74 kW) bei 3000 min−1                                                                              | 100 DIN-PS (74 kW) bei 3000 min−1                                                                              | 100 DIN-PS (74 kW) bei 3000 min−1                                                                              | 100 DIN-PS (74 kW) bei 3000 min−1                                                                              | 100 DIN-PS (74 kW) bei 3000 min−1                                                                              | 100 DIN-PS (74 kW) bei 3000 min−1                                                                              | 100 DIN-PS (74 kW) bei 3000 min−1                                                                              | 100 DIN-PS (74 kW) bei 3000 min−1                                                                              | 100 DIN-PS (74 kW) bei 3000 min−1                                                                              | 100 DIN-PS (74 kW) bei 3000 min−1                                                                              | 100 DIN-PS (74 kW) bei 3000 min−1                                                                              | 100 DIN-PS (74 kW) bei 3000 min−1                                                                              | 100 DIN-PS (74 kW) bei 3000 min−1                                                                              | 100 DIN-PS (74 kW) bei 3000 min−1                                                                              | 100 DIN-PS (74 kW) bei 3000 min−1                                                                              |
| Maximales Drehmoment nach DIN 70020           | 27 kpm (265 N·m) bei 1600 min−1                                                                                | 27 kpm (265 N·m) bei 1600 min−1                                                                                | 27 kpm (265 N·m) bei 1600 min−1                                                                                | 27 kpm (265 N·m) bei 1600 min−1                                                                                | 27 kpm (265 N·m) bei 1600 min−1                                                                                | 27 kpm (265 N·m) bei 1600 min−1                                                                                | 27 kpm (265 N·m) bei 1600 min−1                                                                                | 27 kpm (265 N·m) bei 1600 min−1                                                                                | 27 kpm (265 N·m) bei 1600 min−1                                                                                | 27 kpm (265 N·m) bei 1600 min−1                                                                                | 27 kpm (265 N·m) bei 1600 min−1                                                                                | 27 kpm (265 N·m) bei 1600 min−1                                                                                | 27 kpm (265 N·m) bei 1600 min−1                                                                                | 27 kpm (265 N·m) bei 1600 min−1                                                                                | 27 kpm (265 N·m) bei 1600 min−1                                                                                | 27 kpm (265 N·m) bei 1600 min−1                                                                                | 27 kpm (265 N·m) bei 1600 min−1                                                                                |
| Mittlere Kolbengeschwindigkeit                | 12 m/s | 12 m/s | 12 m/s | 12 m/s | 12 m/s | 12 m/s | 12 m/s | 12 m/s | 12 m/s | 12 m/s | 12 m/s | 12 m/s | 12 m/s | 12 m/s | 12 m/s | 12 m/s | 12 m/s |
| Verdichtungsverhältnis                        | 19,8 : 1 | 19,8 : 1 | 19,8 : 1 | 19,8 : 1 | 19,8 : 1 | 19,8 : 1 | 19,8 : 1 | 19,8 : 1 | 19,8 : 1 | 19,8 : 1 | 19,8 : 1 | 19,8 : 1 | 19,8 : 1 | 19,8 : 1 | 19,8 : 1 | 19,8 : 1 | 19,8 : 1 |
| Einspritzdruck                                | 132 bar | 132 bar | 132 bar | 132 bar | 132 bar | 132 bar | 132 bar | 132 bar | 132 bar | 132 bar | 132 bar | 132 bar | 132 bar | 132 bar | 132 bar | 132 bar | 132 bar |
| Zündfolge                                     | 1-5-3-6-2-4 | 1-5-3-6-2-4 | 1-5-3-6-2-4 | 1-5-3-6-2-4 | 1-5-3-6-2-4 | 1-5-3-6-2-4 | 1-5-3-6-2-4 | 1-5-3-6-2-4 | 1-5-3-6-2-4 | 1-5-3-6-2-4 | 1-5-3-6-2-4 | 1-5-3-6-2-4 | 1-5-3-6-2-4 | 1-5-3-6-2-4 | 1-5-3-6-2-4 | 1-5-3-6-2-4 | 1-5-3-6-2-4 |
| Einlassventil öffnet                          | 22° vor oberem Totpunkt                                                                                        | 22° vor oberem Totpunkt                                                                                        | 22° vor oberem Totpunkt                                                                                        | 22° vor oberem Totpunkt                                                                                        | 22° vor oberem Totpunkt                                                                                        | 22° vor oberem Totpunkt                                                                                        | 22° vor oberem Totpunkt                                                                                        | 22° vor oberem Totpunkt                                                                                        | 22° vor oberem Totpunkt                                                                                        | 22° vor oberem Totpunkt                                                                                        | 22° vor oberem Totpunkt                                                                                        | 22° vor oberem Totpunkt                                                                                        | 22° vor oberem Totpunkt                                                                                        | 22° vor oberem Totpunkt                                                                                        | 22° vor oberem Totpunkt                                                                                        | 22° vor oberem Totpunkt                                                                                        | 22° vor oberem Totpunkt                                                                                        |
| Einlassventil schließt                        | 58° nach unterem Totpunkt                                                                                      | 58° nach unterem Totpunkt                                                                                      | 58° nach unterem Totpunkt                                                                                      | 58° nach unterem Totpunkt                                                                                      | 58° nach unterem Totpunkt                                                                                      | 58° nach unterem Totpunkt                                                                                      | 58° nach unterem Totpunkt                                                                                      | 58° nach unterem Totpunkt                                                                                      | 58° nach unterem Totpunkt                                                                                      | 58° nach unterem Totpunkt                                                                                      | 58° nach unterem Totpunkt                                                                                      | 58° nach unterem Totpunkt                                                                                      | 58° nach unterem Totpunkt                                                                                      | 58° nach unterem Totpunkt                                                                                      | 58° nach unterem Totpunkt                                                                                      | 58° nach unterem Totpunkt                                                                                      | 58° nach unterem Totpunkt                                                                                      |
| Auslassventil öffnet                          | 56° vor unterem Totpunkt                                                                                       | 56° vor unterem Totpunkt                                                                                       | 56° vor unterem Totpunkt                                                                                       | 56° vor unterem Totpunkt                                                                                       | 56° vor unterem Totpunkt                                                                                       | 56° vor unterem Totpunkt                                                                                       | 56° vor unterem Totpunkt                                                                                       | 56° vor unterem Totpunkt                                                                                       | 56° vor unterem Totpunkt                                                                                       | 56° vor unterem Totpunkt                                                                                       | 56° vor unterem Totpunkt                                                                                       | 56° vor unterem Totpunkt                                                                                       | 56° vor unterem Totpunkt                                                                                       | 56° vor unterem Totpunkt                                                                                       | 56° vor unterem Totpunkt                                                                                       | 56° vor unterem Totpunkt                                                                                       | 56° vor unterem Totpunkt                                                                                       |
| Auslassventil schließt                        | 26° nach oberem Totpunkt                                                                                       | 26° nach oberem Totpunkt                                                                                       | 26° nach oberem Totpunkt                                                                                       | 26° nach oberem Totpunkt                                                                                       | 26° nach oberem Totpunkt                                                                                       | 26° nach oberem Totpunkt                                                                                       | 26° nach oberem Totpunkt                                                                                       | 26° nach oberem Totpunkt                                                                                       | 26° nach oberem Totpunkt                                                                                       | 26° nach oberem Totpunkt                                                                                       | 26° nach oberem Totpunkt                                                                                       | 26° nach oberem Totpunkt                                                                                       | 26° nach oberem Totpunkt                                                                                       | 26° nach oberem Totpunkt                                                                                       | 26° nach oberem Totpunkt                                                                                       | 26° nach oberem Totpunkt                                                                                       | 26° nach oberem Totpunkt                                                                                       |
| Motormasse                                    | 385 kg | 385 kg | 385 kg | 385 kg | 385 kg | 385 kg | 385 kg | 385 kg | 385 kg | 385 kg | 385 kg | 385 kg | 385 kg | 385 kg | 385 kg | 385 kg | 385 kg |
| Ölverbrauch (ml/100 km)                       | 200 | 200 | 200 | 200 | 200 | 200 | 200 | 200 | 200 | 200 | 200 | 200 | 200 | 200 | 200 | 200 | 200 |
| Kraftstoffverbrauch nach DIN 70030 (l/100 km) | 14,9 | 14,9 | 14,9 | 14,9 | 14,9 | 14,9 | 14,9 | 14,9 | 16,5 | 16,5 | 16,5 | abhängig vom Auflieger                                                                                         | abhängig vom Auflieger                                                                                         | abhängig vom Auflieger                                                                                         | abhängig vom Auflieger                                                                                         | abhängig vom Auflieger                                                                                         | abhängig vom Auflieger                                                                                         |
| Füllmengen                                    | | | | | | | | | | | | | | | | | |
| Füllmenge des Kraftstoffbehälters (l)         | 100 | 100 | 100 | 100 | 100 | 100 | 100 | 100 | 100 | 100 | 100 | 100 | 100 | 100 | 100 | 100 | 100 |
| Füllmenge der Ölwanne (l)                     | 7–9 | 7–9 | 7–9 | 7–9 | 7–9 | 7–9 | 7–9 | 7–9 | 7–9 | 7–9 | 7–9 | 7–9 | 7–9 | 7–9 | 7–9 | 7–9 | 7–9 |
| Füllmenge des Kühlsystems (l)                 | 21 | 21 | 21 | 21 | 21 | 21 | 21 | 21 | 21 | 21 | 21 | 24 | 24 | 24 | 24 | 24 | 24 |
| Füllmenge des Getriebegehäuses (l)            | 3,7 | 3,7 | 3,7 | 3,7 | 3,7 | 3,7 | 3,7 | 3,7 | 3,7 | 3,7 | 3,7 | 3,7 | 3,7 | 3,7 | 3,7 | 3,7 | 3,7 |
| Elektrische Anlage                            | | | | | | | | | | | | | | | | | |
| Glühkerzen                                    | 36 W Heizleistung                                                                                              | 36 W Heizleistung                                                                                              | 36 W Heizleistung                                                                                              | 36 W Heizleistung                                                                                              | 36 W Heizleistung                                                                                              | 36 W Heizleistung                                                                                              | 36 W Heizleistung                                                                                              | 36 W Heizleistung                                                                                              | 36 W Heizleistung                                                                                              | 36 W Heizleistung                                                                                              | 36 W Heizleistung                                                                                              | 36 W Heizleistung                                                                                              | 36 W Heizleistung                                                                                              | 36 W Heizleistung                                                                                              | 36 W Heizleistung                                                                                              | 36 W Heizleistung                                                                                              | 36 W Heizleistung                                                                                              |
| Anlasser                                      | 12-V-Schubankeranlasser Bosch BNG 4/12 CR 201 (elektromagnetisch betätigt)                                     | 12-V-Schubankeranlasser Bosch BNG 4/12 CR 201 (elektromagnetisch betätigt)                                     | 12-V-Schubankeranlasser Bosch BNG 4/12 CR 201 (elektromagnetisch betätigt)                                     | 12-V-Schubankeranlasser Bosch BNG 4/12 CR 201 (elektromagnetisch betätigt)                                     | 12-V-Schubankeranlasser Bosch BNG 4/12 CR 201 (elektromagnetisch betätigt)                                     | 12-V-Schubankeranlasser Bosch BNG 4/12 CR 201 (elektromagnetisch betätigt)                                     | 12-V-Schubankeranlasser Bosch BNG 4/12 CR 201 (elektromagnetisch betätigt)                                     | 12-V-Schubankeranlasser Bosch BNG 4/12 CR 201 (elektromagnetisch betätigt)                                     | 12-V-Schubankeranlasser Bosch BNG 4/12 CR 201 (elektromagnetisch betätigt)                                     | 12-V-Schubankeranlasser Bosch BNG 4/12 CR 201 (elektromagnetisch betätigt)                                     | 12-V-Schubankeranlasser Bosch BNG 4/12 CR 201 (elektromagnetisch betätigt)                                     | 12-V-Schubankeranlasser Bosch BNG 4/12 CR 201 (elektromagnetisch betätigt)                                     | 12-V-Schubankeranlasser Bosch BNG 4/12 CR 201 (elektromagnetisch betätigt)                                     | 12-V-Schubankeranlasser Bosch BNG 4/12 CR 201 (elektromagnetisch betätigt)                                     | 12-V-Schubankeranlasser Bosch BNG 4/12 CR 201 (elektromagnetisch betätigt)                                     | 12-V-Schubankeranlasser Bosch BNG 4/12 CR 201 (elektromagnetisch betätigt)                                     | 12-V-Schubankeranlasser Bosch BNG 4/12 CR 201 (elektromagnetisch betätigt)                                     |
| Lichtmaschine                                 | Bosch LJ/GG 240/12-2400 R16 (12 V, 240 W) Antrieb über Keilriemen, Ladebeginn bei 928 min−1 an der Kurbelwelle | Bosch LJ/GG 240/12-2400 R16 (12 V, 240 W) Antrieb über Keilriemen, Ladebeginn bei 928 min−1 an der Kurbelwelle | Bosch LJ/GG 240/12-2400 R16 (12 V, 240 W) Antrieb über Keilriemen, Ladebeginn bei 928 min−1 an der Kurbelwelle | Bosch LJ/GG 240/12-2400 R16 (12 V, 240 W) Antrieb über Keilriemen, Ladebeginn bei 928 min−1 an der Kurbelwelle | Bosch LJ/GG 240/12-2400 R16 (12 V, 240 W) Antrieb über Keilriemen, Ladebeginn bei 928 min−1 an der Kurbelwelle | Bosch LJ/GG 240/12-2400 R16 (12 V, 240 W) Antrieb über Keilriemen, Ladebeginn bei 928 min−1 an der Kurbelwelle | Bosch LJ/GG 240/12-2400 R16 (12 V, 240 W) Antrieb über Keilriemen, Ladebeginn bei 928 min−1 an der Kurbelwelle | Bosch LJ/GG 240/12-2400 R16 (12 V, 240 W) Antrieb über Keilriemen, Ladebeginn bei 928 min−1 an der Kurbelwelle | Bosch LJ/GG 240/12-2400 R16 (12 V, 240 W) Antrieb über Keilriemen, Ladebeginn bei 928 min−1 an der Kurbelwelle | Bosch LJ/GG 240/12-2400 R16 (12 V, 240 W) Antrieb über Keilriemen, Ladebeginn bei 928 min−1 an der Kurbelwelle | Bosch LJ/GG 240/12-2400 R16 (12 V, 240 W) Antrieb über Keilriemen, Ladebeginn bei 928 min−1 an der Kurbelwelle | Bosch LJ/GG 240/12-2400 R16 (12 V, 240 W) Antrieb über Keilriemen, Ladebeginn bei 928 min−1 an der Kurbelwelle | Bosch LJ/GG 240/12-2400 R16 (12 V, 240 W) Antrieb über Keilriemen, Ladebeginn bei 928 min−1 an der Kurbelwelle | Bosch LJ/GG 240/12-2400 R16 (12 V, 240 W) Antrieb über Keilriemen, Ladebeginn bei 928 min−1 an der Kurbelwelle | Bosch LJ/GG 240/12-2400 R16 (12 V, 240 W) Antrieb über Keilriemen, Ladebeginn bei 928 min−1 an der Kurbelwelle | Bosch LJ/GG 240/12-2400 R16 (12 V, 240 W) Antrieb über Keilriemen, Ladebeginn bei 928 min−1 an der Kurbelwelle | Bosch LJ/GG 240/12-2400 R16 (12 V, 240 W) Antrieb über Keilriemen, Ladebeginn bei 928 min−1 an der Kurbelwelle |
| Batterie                                      | 1 × Bleisäureakkumulator 12 V, 135 Ah                                                                          | 1 × Bleisäureakkumulator 12 V, 135 Ah                                                                          | 1 × Bleisäureakkumulator 12 V, 135 Ah                                                                          | 1 × Bleisäureakkumulator 12 V, 135 Ah                                                                          | 1 × Bleisäureakkumulator 12 V, 135 Ah                                                                          | 1 × Bleisäureakkumulator 12 V, 135 Ah                                                                          | 1 × Bleisäureakkumulator 12 V, 135 Ah                                                                          | 1 × Bleisäureakkumulator 12 V, 135 Ah                                                                          | 1 × Bleisäureakkumulator 12 V, 135 Ah                                                                          | 1 × Bleisäureakkumulator 12 V, 135 Ah                                                                          | 1 × Bleisäureakkumulator 12 V, 135 Ah                                                                          | 1 × Bleisäureakkumulator 12 V, 135 Ah                                                                          | 1 × Bleisäureakkumulator 12 V, 135 Ah                                                                          | 1 × Bleisäureakkumulator 12 V, 135 Ah                                                                          | 1 × Bleisäureakkumulator 12 V, 135 Ah                                                                          | 1 × Bleisäureakkumulator 12 V, 135 Ah                                                                          | 1 × Bleisäureakkumulator 12 V, 135 Ah                                                                          |

### Technische Daten OM 321 (1962–1963)
| Kenngrößen                          | OM 321                                                             |
| ----------------------------------- | ------------------------------------------------------------------ |
| Motortyp                            | Reihen-Sechszylinder-Viertakt-Zweiventil-OHV-Vorkammer-Dieselmotor |
| Kühlung                             | Wasserkühlung                                                      |
| Einlassventil öffnet                | 22° vor oberem Totpunkt                                            |
| Einlassventil schließt              | 58° nach unterem Totpunkt                                          |
| Auslassventil öffnet                | 56° vor unterem Totpunkt                                           |
| Auslassventil schließt              | 26° nach oberem Totpunkt                                           |
| Zündfolge                           | 1-5-3-6-2-4                                                        |
| Motormasse                          | 385 kg                                                             |
| Einspritzdruck                      | 127,5 bar                                                          |
| Anlasser                            | Schubankeranlasser Bosch BNG 4/12 CR 201                           |
| Bohrung × Hub                       | 95 × 120 mm                                                        |
| Verdichtungsverhältnis              | 20,8:1                                                             |
| Hubraum                             | 5103 cm³                                                           |
| Nennleistung nach DIN 70020         | 110 DIN-PS (81 kW) bei 3000 min−1                                  |
| Maximales Drehmoment nach DIN 70020 | 30,5 kpm (299 N·m) bei 1600 min−1                                  |

### Technische Daten OM 352 (ab 1964)
| Kenngrößen                          | OM 352                                    |
| ----------------------------------- | ----------------------------------------- |
| Motortyp                            | Sechszylinder-Reihen-Viertakt-Dieselmotor |
| Gemischbildung                      | Direkteinspritzung                        |
| Ventilsteuerung                     | OHV-Ventilsteuerung, zwei Ventile         |
| Kühlung                             | Wasserkühlung                             |
| Bohrung × Hub                       | 97 × 128 mm                               |
| Hubraum                             | 5675 cm³                                  |
| Nennleistung nach DIN 70020         | 110 DIN-PS (81 kW) bei 2900 min−1         |
| Maximales Drehmoment nach DIN 70020 | 32 kpm (314 N·m) bei 1600 min−1           |
| Mittlere Kolbengeschwindigkeit      | 12,4 m/s                                  |
| Verdichtungsverhältnis              | 17:1                                      |
| Einspritzdruck                      | 196 bar                                   |
| Zündfolge                           | 1-5-3-6-2-4                               |
| Einlassventil öffnet                | 29° vor oberem Totpunkt                   |
| Einlassventil schließt              | 55,9° nach unterem Totpunkt               |
| Auslassventil öffnet                | 54° vor unterem Totpunkt                  |
| Auslassventil schließt              | 20,8° nach oberem Totpunkt                |
| Motormasse                          | 410 kg                                    |
| Ölverbrauch (ml/100 km)             | 250                                       |